# Bessemer, Alabama
Bessemer je mesto, ki se nahaja v okrožju Jefferson v ameriški zvezni državi Alabama.
Leta 2000 je naselje imelo 29.672 prebivalcev na 105,6 km².